# Ceramium tenuicorne
Espèce
Synonymes
- Ceramium arachnoideum (C.Agardh) J.Agardh, 1851[2]
- Ceramium circinnatum f. inferne-corticatum Lakowitz, 1907[2]
- Ceramium circinnatum f. spongiosum Waern, 1952[2]
- Ceramium corticatulum Kylin, 1907[2]
- Ceramium diaphanum f. corticatulo-strictum Kylin, 1909[2]
- Ceramium diaphanum f. corticatulum (Kylin) Sjöstedt, 1920[2]
- Ceramium diaphanum f. strictoides H.E.Petersen, 1908[2]
- Ceramium diaphanum f. strictum (Harvey) Foslie, 1893[2]
- Ceramium diaphanum var. arachnoideum C.Agardh, 1828[2]
- Ceramium gobii Waern, 1992[2]
- Ceramium gracillimum Gobi, 1877[2]
- Ceramium gracillimum Gobi[3]
- Ceramium strictum f. corticatulo-strictum (Kylin) Sjöstedt, 1928[2]
- Ceramium strictum f. stricto-tenuissimum Petersen, 1908[2]
- Ceramium strictum f. strictoides (Petersen) Sjöstedt, 1928[2]
- Ceramium strictum f. verum Petersen, 1908[2]
- Ceramium strictum subsp. tenuicorne (Kützing) Rueness & Kornfeldt, 1992[2]
- Ceramium strictum Harvey, 1849[2]
- Ceramium tenuissimum var. arachnoideum (C.Agardh) Foslie, 1893[2]
- Gongroceras tenuicorne Kützing, 1841[2]

Ceramium tenuicorne est une espèce d’algues rouges de la famille des Ceramiaceae. 